# Brig o' Balgownie

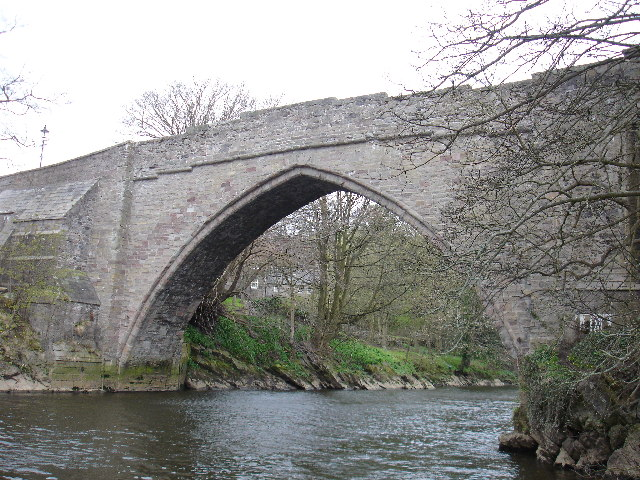

Le  Brig o' Balgownie (originellement Pont de Don) est un pont du XIIIe siècle franchissant la rivière Don à Old Aberdeen, un quartier de la ville d'Aberdeen en Écosse. 
La construction du pont fut entamée à la fin du XIIIe siècle par l'architecte écossais Richard Cementarius mais ne fut pas achevée avant 1320, à l'époque des guerres d'indépendance de l'Écosse. Le pont fut profondément rénové en 1605 après être tombé en ruines au milieu du XVIe siècle.
Au cours de son histoire, le pont fut considéré comme un atout de poids. Pendant cinq siècles, la possession de ce pont était l'unique moyen de déplacer rapidement des troupes le long de la côte est de l'Aberdeenshire. Le pont servait aussi de route commerciale vers les riches espaces du nord-est de l'Écosse.
Le pont est composé de granite et de grès. Son unique arche gothique possède une envergure de plus de douze mètres et, à marée basse, son tablier s'élève à plus de 17 mètres au-dessus de l'eau.
Le pont cessa de supporter la route principale en 1830 quand le nouveau Pont de Don fut construit 450 mètres en aval. Il est aujourd'hui exclusivement réservé aux piétons et aux cyclistes et est bien connu de la population étudiante de l'Université d'Aberdeen, les étudiants plongeant depuis le pont à marée haute en été.